# Имя
И́мя — часть речи, дающая название для человека (в этом случае это будет личное имя), продукта (торговой марки или бренда), идеи или концепции, обычно используемая для того, чтобы отличить его от других, принадлежащих к тому же объединению. В другом источнике указано, что «Имя» — „названье, наименованье, слово, которым зовут, означают о́собь, личность“. 
Имена могут называть класс или категорию вещей, или же определённую вещь — либо делая её единственной в своём роде, либо в некотором заданном контексте. Имена используются также в таких областях деятельности, как программирование (имена переменных, пространства имён). Имя определённого объекта или человека, единственного в своём роде, обычно называется «собственным именем», а имя, называющее класс объектов, — «именем нарицательным». В древности на Руси (в России) имя, даваемое человеку по святцам (кроме крестного, которое давалось родителями) при рождении, или при молитвовании, иногда содержалось даже втайне от других — Ре́кло (ср.).

## В логике
Под именем в логике понимается выражение языка, обозначающее некоторый предмет, понимаемый как в самом широком смысле — как всё, что мы можем назвать, а не только как материальный объект. В логической систематике обычно рассматривается так называемый «семантический треугольник»: 
1. имя;
2. предмет, обозначаемый им (денотат, или десигнат).

Имена — необходимое средство познания и общения. Обозначая предметы и их совокупности, они связывают язык с действительным миром.
Именование — процесс назначения или ассоциирования слова или фразы к тому или иному объекту или субъекту. Он может быть как свободным и естественным, так и строго регламентирован, в зависимости от области применения и использования имени.

## В философии
Гегель в «Науке логики» толковал личное имя как нечто бессмысленное, не выражающее нечто всеобщее:

Мы мним, что словом «это» мы выражаем нечто совершенно определённое; но мы при этом упускаем из виду, что язык как произведение рассудка выражает лишь всеобщее; исключение составляет только имя некоторого единичного предмета, но индивидуальное имя есть нечто бессмысленное в том смысле, что оно не есть выражение всеобщего, и по этой же причине оно представляется чем-то лишь положенным, произвольным, как и на самом деле собственные имена могут быть произвольно приняты, даны или также заменены другими.

## В лингвистике
В общем случае имя — это выражение языка, обозначающее отдельный предмет, совокупность сходных предметов, свойства, отношения и т. п. Так, например, слово «Ленин» обозначает отдельную личность — одного из вождей мирового пролетариата; слово «композитор» обозначает объединение людей по занятию — каждый из них занят созданием музыки; слово «красный» обозначает свойство цвета; слово «ближе» обозначает определённое отношение между предметами и т. д. Именем также является выражение языка, если оно используется в качестве подлежащего или именной части сказуемого в простом предложении.
Имя существительное — часть речи, обозначающая предмет, лицо или явление и отвечающая на вопросы «кто?» или «что?». Среди существительных различают имена собственные и нарицательные:
- имя собственное — термин, обозначающий слово или словосочетание, предназначенное для называния конкретного, вполне определённого, предмета или явления, выделяющее этот предмет или явление из ряда однообразных предметов или явлений; все имена собственные пишутся с большой буквы (Москва, Арктика)[4]; изучением имён собственных занимается наука ономастика;
- нарицательные имена существительные называют однородные предметы, которые имеют что-то общее, одинаковое, какое-то сходство (человек, птица, мебель).

Граница между именами собственными и нарицательными непостоянна и подвижна: имена нарицательные легко становятся собственными наименованиями, прозвищами и кличками, и наоборот. Примеры: Нарцисс (имя юноши-красавца в древнегреческой мифологии) — нарцисс (цветок); Бостон (город в США) — бостон (шерстяная ткань), бостон (медленный вальс), бостон (карточная игра); труд — газета «Труд».
Имя прилагательное — часть речи, обозначающая признак предмета и отвечающая на вопросы «какой?», «какая?», «какое?», «какие?», «чей?» и так далее. В предложении прилагательное чаще всего бывает определением, но может быть и сказуемым.

### Личное имя
Разновидность имени собственного — имя, даваемое при рождении человеку. В современном обществе такое имя у человека обычно одно, хотя в прошлом могло даваться и несколько имён (два и более). Личные имена люди имели во все времена и во всех цивилизациях. У каждого народа они связаны с его культурой, бытом. Для того, чтобы какое-либо имя появилось у того тли иного народа, необходимы определённые культурно-исторические условия. Любое слово, которым именовали человека, окружающие начинали воспринимать как его личное имя, и, следовательно, любое слово могло стать именем. Таким образом, личное имя — слово, служащее для обозначения отдельного человека и данное ему в индивидуальном порядке для того, чтобы иметь возможность к нему обращаться, а также говорить о нём с другими.
Личные имена употребляются не только в быту, в частных разговорах, но и в документах, в различных официальных обстановках, в юридических делах, где малейшая неточность в записи вызывает те или иные последствия. Они могут быть модными или, напротив, не приниматься обществом. Заменитель личного имени называется псевдонимом.
Официальное русское именование триедино: его составляют имя, отчество и фамилия (см. статью полное имя). Может употребляться сокращённая форма, в таком случае между двумя инициалами и между инициалами и фамилией ставятся пробелы. Например, И. П. Павлов, П. И. Чайковский. Именование по имени и отчеству показывает вежливое отношение к именуемому лицу, включает желание подчеркнуть уважение к нему.
Уменьшительное (гипокористическое) имя — неофициальная форма имени, образуемая от личного при помощи тех или иных суффиксов или усечения (Мария — Маша — Машка — Маня — Муся и т. п., Елена — Лена — Алёна — Алёся — Лёся, Александр — Саня — Саша — Сашура — Шура; Николай — Коля — Колюсик — Ника и т. п.). В новое время подобные образования, граничащие с прозвищами, производятся и от фамилий (Кислов — Кислый, Панов — Пан), что представляет собой явление, исторически обратное образованию фамилий.

#### Личные имена в разных культурах
- Славянские имена

#### Формы имен
- Литературная маска
- Личное имя
- Полное имя
- Полуимя
- Прямое имя
- Псевдоним
- Уменьшительное имя
- Фамилия
- Отчество
- Имяславие
- Знак
- Эпоним
- Формы обращения
- Топоним
- Ник